# Doppelmord von Notzing
Der Doppelmord von Notzing ereignete sich am 30. März 2012 in Notzing, einem Ortsteil der oberbayerischen Gemeinde Oberding. Der Täter, der zum Tatzeitpunkt 21-jährige Christoph W., ermordete kurz hintereinander den 60-jährigen Franz Xaver R. und seine 54-jährige Ehefrau Heidi R., die Eltern seiner ehemaligen Verlobten Cornelia R., in deren Haus. Am 13. März 2013 verurteilte das Landgericht Landshut Christoph W. wegen Mordes zu einer lebenslangen Freiheitsstrafe.

## Tathergang
Cornelia R., die Tochter des ermordeten Ehepaares war seit November 2009 mit dem Täter Christoph W. liiert. Im Februar 2010 verlobten sie sich. Zwei Wochen vor der Tat, am 16. März 2012, beendete sie die Beziehung der beiden.
Am Morgen des 30. März 2012 fuhr Christoph W. gegen 4:30 Uhr von seiner Wohnung in Freising aus zum Haus der Familie R. und stieg durch ein Kellerfenster in das Haus ein. Er wusste, dass zu diesem Zeitpunkt niemand zu Hause war, da der Vater seine Tochter zur Berufsschule fuhr und seine Frau als Reinigungskraft arbeitete. Danach ging er in die Küche und nahm sich ein Küchenmesser mit 15 Zentimeter langer Klinge. Gegen 8 Uhr kam Franz Xaver R. zurück nach Hause. Christoph W. lauerte ihm auf und stach mit dem Messer auf ihn ein. Franz R. versuchte, über die Treppe in das Obergeschoss des Hauses zu fliehen, doch Christoph W. holte ihn ein und stach erneut auf ihn ein. Im Anschluss schleppte er den Schwerverletzten in den Keller, wo er ein eisernes Kaminbesteck aus dem Partyraum des Hauses holte, damit auf Franz R. einschlug und ihn tötete. Daraufhin brachte er den Leichnam in den Partyraum und versuchte rund zwei Stunden lang, die bei der Tat entstandenen Blutspuren zu beseitigen. Gegen 10:30 Uhr kam Heidi R. zurück nach Hause. Auch sie wurde von Christoph W. überrascht und mit zahlreichen Messerstichen niedergestreckt. Danach brachte er sein noch lebendes Opfer in den Partyraum im Keller, wo er mit einem Handbeil, einem Wetzstahl und einem Schürhaken auf dessen Hals einschlug und es tötete.
Um 16:30 Uhr kam Cornelia R., die laut der Staatsanwaltschaft „keine Kenntnis von den Mordplänen ihres ehemaligen Verlobten hatte“, von der Berufsschule zurück nach Hause. Christoph W. zwang sie mit einem Taschenmesser in ihr Zimmer und fesselte sie dort mit Kabelbindern. Nachdem sie ihn nach ihren Eltern gefragt hatte, führte er sie in den Keller und zeigte ihr die Leichen. Anschließend drohte er ihr damit, auch sie umzubringen, wenn sie ihm nicht bei der Vertuschung des Mordes und der Beseitigung der Leichen helfe.
Dies tat sie dann auch und schlug ihm vor, die Leichen zu verbrennen. Der Ofen des Partyraums war dafür aber zu klein und so beschlossen sie, die Leichen im Rohbau des Hauses von Christoph W. zu verbrennen. Zunächst jedoch fuhren sie zu seiner Freisinger Wohnung, wo sie sich ihrer blutverschmierten Kleidung entledigten und diese in der Mülltonne entsorgten. Danach kehrten sie nach Notzing zurück und verfrachteten die Leiche von Franz R. in den Kofferraum von Christoph W.s Auto. Sie fuhren zum Rohbau und zündeten die Leiche mit Spiritus und Benzin an. Sie versuchten bis 2 Uhr in der Nacht, die Leiche zu verbrennen. Diese verkohlte jedoch nur und verbrannte nicht. Deshalb fuhren sie in ein nahegelegenes Naherholungsgebiet und versuchten, die Leichen dort mit einer Schaufel und einem Spaten zu vergraben. Als ihnen dies aber ebenfalls nicht gelang, gruben sie schließlich eine tiefe Kuhle im Garten des Hauses in Notzing und versenkten die Leichen darin, bevor sie die Kuhle wieder zu schaufelten und mit Rindenmulch übergossen. Daraufhin fuhren die beiden zur Wohnung von Christoph W. nach Freising und legten sich schlafen.
Zwei Tage nach der Tat, am Abend des 1. April 2012, trafen Christoph W. und Cornelia R. am Haus in Notzing auf Cornelia R.s Bruder, der dorthin gekommen war, nachdem er deren Eltern das ganze Wochenende über nicht hatte telefonisch erreichen können. Er fragte Cornelia R. eindringlich nach dem Verbleib ihrer Eltern, woraufhin sie ihm verriet, was genau vorgefallen war. Er alarmierte daraufhin die Polizei. Christoph W. floh mit seinem Auto, stellte sich jedoch kurze Zeit später in der Polizeiinspektion Erding der Polizei.

## Prozess gegen Christoph W.
Am 29. Januar 2013 begann vor dem Landgericht Landshut der Prozess gegen Christoph W. Christoph W. zeigte sich vor Gericht geständig und räumte die Tat ein. Er gab im Prozess als sein Tatmotiv Rache an den Eltern seiner ehemaligen Freundin an, da diese gegen seine Beziehung zu Cornelia R. gewesen seien. Außerdem habe er Cornelia R. mit den Morden für sich zurückgewinnen wollen. Während des Prozesses attestierte eine psychische Gutachterin Christoph W. eine instabile Persönlichkeitsstörung sowie eine erheblich verminderte Steuerungsfähigkeit. Der Prozess endete am 13. März 2013 mit der Verurteilung des Angeklagten wegen Mordes zu einer lebenslangen Freiheitsstrafe. Das Gericht stellte allerdings nicht die besondere Schwere der Schuld fest, wodurch eine vorzeitige Haftentlassung nach 15 Jahren nicht möglich gewesen wäre. Sowohl Christoph W. als auch die Staatsanwaltschaft verzichteten darauf, Rechtsmittel gegen die Entscheidung des Gerichts einzulegen, somit wurde das Urteil sofort rechtskräftig.

## Prozess gegen Cornelia R. wegen versuchter Strafvereitelung
Nach der Tat geriet auch Cornelia R. in den Fokus der Ermittlungen, da sie Christoph W. im Anschluss an die Tat dabei geholfen hatte, die Leichen ihrer Eltern zu beseitigen, nicht geflohen war und sogar bei ihm übernachtet hatte. Im Dezember 2012 wurde sie deshalb vom Landgericht Landshut zu einer Jugendstrafe von sechs Monaten wegen versuchter Strafvereitelung verurteilt, die zur Bewährung ausgesetzt wurde. Cornelia R. bestritt die Vorwürfe gegen sie im Laufe des Prozesses und legte gegen das Urteil Revision ein.

## Sonstiges
Christoph W. stand bereits 2011 vor Gericht und wurde zu Sozialstunden und einem Anti-Aggressionstraining verurteilt, weil er seine eigene Schwester zweimal verprügelt hatte.